# Pfeffelbach
Pfeffelbach ist eine Ortsgemeinde im Landkreis Kusel in Rheinland-Pfalz. Sie gehört der Verbandsgemeinde Kusel-Altenglan an, innerhalb derer sie gemessen an der Fläche die drittgrößte und gemessen an der Einwohnerzahl die viertgrößte Ortsgemeinde darstellt.

## Geographie

### Lage
Pfeffelbach ist ein kleiner Ort in der Westpfalz. Er liegt im Nordpfälzer Bergland innerhalb dessen Teilbereich Kuseler Bergland und befindet sich an der Grenze zum Saarland. Zu Pfeffelbach gehören zusätzlich die Wohnplätze Altmühle, Bremmenmühle, Schwarzbornermühle und Wasserwerk. Nachbargemeinden sind – im Uhrzeigersinn – Berschweiler bei Baumholder, Thallichtenberg, Ruthweiler, Kusel, Ehweiler, Albessen, Herchweiler, Freisen und Reichweiler.

### Erhebungen
Auf der Gemarkung Pfeffelbach findet sich die mit 585 Metern höchste Erhebung im Kreis Kusel, der Herzerberg. Dort befindet sich sowohl eine kleine Aussichtsplattform, von der man bei gutem Wetter bis nach Kaiserslautern blicken kann, als auch eine Absprungschanze für Drachenflieger. Im Norden im Gemarkungsdreieck zu Thallichtenberg und Berschweiler erstreckt sich der 578 Meter hohe Spitzeberg. Im Osten unmittelbar an der Grenze zu Thallichtenberg erhebt sich der 442,5 Meter hohe Niederberg.

### Gewässer
Namensgebend für den Ort ist der gleichnamige Bach, der unterhalb von Schwarzerden (Saarland) entspringt und nach knapp sechs Kilometern im Kuseler Ortsteil Diedelkopf in den Kuselbach mündet.

## Geschichte
Bis Ende des 18. Jahrhunderts gehörte der Ort zum Herzogtum Pfalz-Zweibrücken. Innerhalb des Oberamtes Lichtenberg war er namensgebender Hauptort einer Schultheißerei, zu der 19 Ortschaften gehörten. Nach der Einnahme des Linken Rheinufers durch französische Revolutionstruppen (1794) gehörte Pfeffelbach von 1798 bis 1814 zum Saardepartement und war während dieser Zeit in den Kanton Baumholder eingegliedert.
1816 kam Pfeffelbach zum Fürstentum Lichtenberg, einer neugeschaffenen Exklave des Herzogtums Sachsen-Coburg-Saalfeld beziehungsweise ab 1826 des Herzogtums Sachsen-Coburg und Gotha. Während dieser Zeit unterstand sie der Bürgermeisterei Burglichtenberg. Mit besagtem Herzogtum fiel die Gemeinde 1834 an Preußen, das aus diesem Gebiet den Kreis St. Wendel schuf. Nach der Abtrennung des Hauptteils an das neugeschaffene Saargebiet entstand 1920 der Restkreis Sankt Wendel-Baumholder, zu dem der Ort bis 1937 gehörte, als er in den Kreis Birkenfeld eingegliedert wurde.
Nach dem Zweiten Weltkrieg wurde Pfeffelbach innerhalb der französischen Besatzungszone Teil des damals neu gebildeten Landes Rheinland-Pfalz. Im Zuge der ersten rheinland-pfälzischen Verwaltungsreform wurde die Gemeinde am 7. Juni 1969 in den Landkreis Kusel umgegliedert. Drei Jahre später wurde der Ort Teil der neu geschaffenen Verbandsgemeinde Kusel, seit 2018 gehört Pfeffelbach zur Verbandsgemeinde Kusel-Altenglan.

## Religion
Evangelischerseits gehört Pfeffelbach zum Kirchenkreis Obere Nahe.

## Politik

### Gemeinderat
Der Gemeinderat in Pfeffelbach besteht aus zwölf Ratsmitgliedern, die bei der Kommunalwahl am 9. Juni 2024 in einer Mehrheitswahl gewählt wurden, und dem ehrenamtlichen Ortsbürgermeister als Vorsitzendem. Bis 2014 gehörten dem Gemeinderat 16 Ratsmitglieder an.
Die Sitzverteilung im Gemeinderat:
| Wahl | SPD               | WGR               | Gesamt   |
| ---- | ----------------- | ----------------- | -------- |
| 2024 | per Mehrheitswahl | per Mehrheitswahl | 12 Sitze |
| 2019 | per Mehrheitswahl | per Mehrheitswahl | 12 Sitze |
| 2014 | 7                 | 5                 | 12 Sitze |
| 2009 | 9                 | 7                 | 16 Sitze |
| 2004 | 9                 | 7                 | 16 Sitze |

### Bürgermeister
Simon Rühmann wurde am 3. Juli 2024 Ortsbürgermeister von Pfeffelbach. Bei der Direktwahl am 9. Juni 2024 hatte er sich mit einem Stimmenanteil von 73,9 % gegen einen Mitbewerber durchgesetzt und wurde somit für fünf Jahre gewähl.
Rühmanns Vorgänger Hans Blinn hatte das Amt am 11. September 2019 übernommen. Bei der Wiederholungswahl am 8. September 2019 hatte er sich mit der Mehrheit der Stimmen durchgesetzt. Diese Abstimmung war notwendig geworden, da bei der Direktwahl am 26. Mai 2019 der einzige Bewerber keine ausreichende Mehrheit erreicht hatte. Frank Aulenbacher (SPD) hatte das Amt von 2009 bis 2019 ausgeübt.
Ab 1945 war das KPD-Mitglied Elias Diehl Bürgermeister von Pfeffelbach. Von 1964 bis 1979 amtierte Edmund Müller als Bürgermeister. Müller war bei seiner Wahl Mitglied der illegalen KPD; 1969 trat er der DKP bei.

### Wappen
| Wappen von Pfeffelbach | Blasonierung: „Von Silber und Silber geteilt, oben ein wachsender, rotbewehrter und -bezungter, blauer Löwe, unten ein bewurzelter, brauner Baum mit grünen Blättern.“ |
| Wappen von Pfeffelbach | |

### Landtagswahl 2016
Bei der Wahl zum Rheinland-Pfälzischen Landtag 2016 wählten 165 der 746 Wahlberechtigten in der Gemeinde Pfeffelbach mit ihrer Landesstimme die Partei Alternative für Deutschland.

## Kultur und Sehenswürdigkeiten

### Kulturdenkmäler
Vor Ort befinden sich insgesamt drei Objekte, die unter Denkmalschutz stehen.

### Natur
Das Naturschutzgebiet Steinbruch am Steinberg befindet sich auf der Gemarkung der Gemeinde.

### Veranstaltungen
Zweimal jährlich findet in einem Steinbruchgelände ein Autocrossrennen statt. Kirmes ist immer am vierten Sonntag im September.

## Wirtschaft und Infrastruktur

### Wirtschaft
Auf dem Gemeindegebiet befanden sich einst mehrere Steinbrüche, die mittlerweile stillgelegt sind. Im Ort selbst existieren außerdem ein Heizungsbauer, ein Schlosser, ein Küchenstudio, ein Stuckateurgeschäft, eine Schreinerei, ein Arzt, mehrere Massagepraxen, sowie Fußpflege- und Kosmetikstudios.

### Öffentliche Einrichtungen
In Pfeffelbach gibt es einen Kindergarten, eine Grundschule und eine Mehrzweckhalle. Mitten durch die Gemeinde führte ab 1813 außerdem die Optische Telegrafenlinie Metz–Mainz; die Station selbst befand sich im Süden der Gemarkung mitten in einem Waldgebiet.

### Verkehr
Mitten durch den Ort führt die Landesstraße 349. Im Südwesten verläuft die A 62. Die Buslinie 292 stellt eine Verbindung nach Kusel und Freisen her.
Seit 1936 besaß Pfeffelbach einen Bahnhof an der Bahnstrecke Türkismühle–Kusel. 1963 wurde der Bahnhof in eine Haltestelle umgewandelt. Der Personenverkehr endete 1964, der Güterverkehr zwei Jahre später. 1971 wurde die Strecke abgebaut. Der Bahnhof Thallichtenberg befand sich ebenfalls auf Pfeffelbacher Gemarkung, ebenso das Westportal des Niederberg-Tunnels. Nächstgelegener Bahnhof ist heute der von Bahnhof an der Bahnstrecke Landstuhl–Kusel.

### Tourismus
Durch die Gemeinde führt der Fritz-Wunderlich-Weg.

## Persönlichkeiten
- Luise von Sachsen-Gotha-Altenburg (1800–1831), Herzogin von Sachsen-Coburg-Saalfeld, wurde 1832 in einer Gruft der Dorfkirche von Pfeffelbach begraben.
- El Mago Masin (* 1969),  Musiker und Kabarettist, trat 2011 beim Pfeffelbach Open Air auf.